# Brachymenium columbicum
Brachymenium columbicum är en bladmossart som beskrevs av Brotherus 1903. Brachymenium columbicum ingår i släktet Brachymenium och familjen Bryaceae. Inga underarter finns listade i Catalogue of Life.